# Мозув
Мозув (пол. Mozów, нім. Mosau) — село в Польщі, у гміні Сулехув Зеленогурського повіту Любуського воєводства.
Населення — 374 особи (2011).
У 1975-1998 роках село належало до Зеленогурського воєводства.

## Демографія
Демографічна структура станом на 31 березня 2011 року:
|          | Загалом | Допрацездатний вік | Працездатний вік | Постпрацездатний вік |
| -------- | ------- | ------------------ | ---------------- | -------------------- |
| Чоловіки | 188     | 44                 | 136              | 8                    |
| Жінки    | 186     | 42                 | 114              | 30                   |
| Разом    | 374     | 86                 | 250              | 38                   |